# 키리바시어
키리바시어(Kiribati)는 오스트로네시아어족에 속하는 언어로, 키리바시의 공용어이다. 어순은 동사 → 목적어 → 주어 순이다. 길버트어라고도 불린다. 다른 태평양 지역의 언어와는 달리 키리바시어 사용자의 30%만이 영어를 유창하게 쓸 수 있기 때문에 키리바시어는 사멸의 위협을 별로 받지 않는다.

## 문자와 발음
| Letter | A   | B   | E   | I   | K   | M   | N   | NG  | O   | R   | T   | U   | W    |
| ------ | --- | --- | --- | --- | --- | --- | --- | --- | --- | --- | --- | --- | ---- |
| IPA    | /ä/ | /p/ | /e/ | /i/ | /k/ | /m/ | /n/ | /ŋ/ | /o/ | /ɾ/ | /t/ | /u/ | /βˠ/ |

## 간단 키리바시어
- 안녕 - [전체] Mauri (마우리)
- 안녕 - [단수형] Ko na mauri (코 나 마우리)
- 안녕 - [복수형] Kam na mauri (캄 나 마우리)
- How are you? - Ko uara? (코 우아라)
- How are you? - [몇 사람끼리] Kam uara? (캄 우아라)
- 고맙습니다 - Ko rabwa (코 라브와)
- 고맙습니다 - [몇 사람끼리] Kam rabwa (캄 라브와)
- 잘 가 / 안녕히 계세요 - Ti a bo (티 아 보) / (we will see)